# Canillo (mitología)
El Kanillu o Canillu, (en mapudungun "una persona que no se llena") es una fuerza y criatura presente en la mitología Huilliche. 

## Descripción
Kanillu es un tipo de fuerza negativa y destructora presente en la naturaleza y por ello en el hombre mismo (en especial en el hombre blanco y en los huilliches que olvidan su tradición). Es por ello que a se Kanillu se lo asocia al concepto de wekufe, que significan las "fuerzas del desequilibrio", destructoras, existentes en la naturaleza, principalmente ubicadas al oeste; proviniendo la fuerza del kanillu de la zona de los volcanes.
Esta fuerza de la naturaleza está representada en un niño poseído que crecería y estiraría su cuerpo hasta hacerse gigante, con el fin de comerse la comida que su familia ha dejado colgada en el umbral de la ruca. Este espíritu encantado de Kanillu se presenta como un enemigo permanente de la tranquilidad del pueblo huilliche.

## Leyenda
Las leyendas dicen que Kanillu fue hijo de una mujer que provenía de la zona de volcanes, en tiempos muy antiguos; siendo abandonado al momento de nacer. Se dice que el niño fue encontrado por un matrimonio anciano que vivían cerca del lago Ranco; y que este matrimonio solo tuvo y crio a este niño como hijo. Extrañamente este niño no creció nunca, y siempre comía, y por ello le pusieron el nombre Kanillu: "una persona que no se llena". A los veinte años el niño todavía era un bebé; el cual sólo se sentaba, y nunca se arrastraba, y por lo mismo no hacía nada, solo comer. Era un bebé muy sucio y tenían que lavarlo continuamente.
Sucedía que cuando sus padres adoptivos salían a trabajar, dejando  a Kanillu en la ruca (casa indígena),  al volver siempre encontraban que había mucho daño en su casa y faltaba el alimento; y sin embargo Kanillu estaba tranquilo y sin ningún daño o herida, o muestra de preocupación por los daños que sufría su hogar. Pero como Kanillu no caminaba y como ellos guardaban sus alimentos fuera del alcance de su hijo, lo más lógico era que otra gente o un animal, como un gato, era el causante del desorden y quién llegaba siempre a comerles su comida. Además, este hecho los preocupaba ya que este alimento era muy necesario; debido principalmente a que Kanillu siempre estaba pidiendo que le den comida, ya que este nunca calmaba su hambre.
Un día, llegaron cansados, envolvieron su bebé y se acostaron con él, y se dice que estaban durmiendo cuando en la noche sintió ella que Kanillu se sentó en la cama, el padre estaba durmiendo; y ella sintió como él niño le pasaba la mano por la cara, y a ella le dio un poco de miedo, pero se quedó quieta. Luego observó asombrada como Kanillu comenzaba a crecer hasta ser adulto y gigante, y vio como destapaba la olla que tenían colgada en la ruca, y se comía toda la comida. Como la ruca era una casita de paja, Kanillu luego de comer, comenzó a abrir el techo y mirar hacia fuera. En ese momento, cuando Kanillu estaba mirando hacia fuera, ella aprovechó a despertar a su marido, y bien despacio le dijo que aquel ser era su hijo, y que esto demostraba que ese niño no era un hijo bueno.  Entonces él le respondió a su mujer "quedémonos quietos y hagámonos los dormidos", luego de eso vieron como Kanillu volvía a transformarse y quedar como un bebe.
Al otro día los padres lo levantaron, tomaron desayuno y le dieron su desayuno, le cambiaron de ropa, y se fueron a su trabajo.  Ahí estuvieron conversando qué cosa iban a hacer con él, si matarlo o botarlo por ahí, entonces la mujer dijo "lo que vamos a hacer no es matarlo pues puede ser peligroso; pero lo vamos a botar al agua, lo vamos a tirar en el lago de Ranco, para que se muera ahí". Al día siguiente mientras Canillo dormía, se lo llevaron y lo lanzaron al lago Ranco. Dicen que se fue a fondo y después salió a flote, y el niño empezó a nadar y a burlarse de sus padres. Aterrorizados por la escena, se fueron a buscar las cosas a su casa y se fueron; llegaron a otra casa vecina, y ahí contaron lo sucedido. Al otro día fueron a ver con los vecinos, y observaron un tronco gigante de pellín atravesado en el lago, y veían como el agua se desbordaba y corría, empezando a afectar a los vecinos. Alarmados llamaron a las Machis y ellas, mediante el uso de su poder, recogieron ese trozo de madera haciendo machitunes, y así lo recogieron hecho un niño. Al verlo sus padres dijeron que ese niño era Kanillu y era maligno. Es así como las machis luego de escuchar lo que tenían que contar los ancianos, pidieron ayuda a Millalicán, y decidieron llevarlo donde el abuelito Huenteao; y allí dejar preso a Kanillu, en las rocas islas junto al abuelito, en la bahía de Pucatrihue, para que no saliera nunca más, y se quedara a vivir ahí y no hiciese daño al pueblo Huilliche. 
Posteriormente, se dice que en esta prisión él Kanillu se casó con una hija del abuelito Huenteao. Se dice que Kanillu, en ciertas ocasiones, puede escapar cuando el agua esta calmada atravesando como un trozo de madera; pero como está casado debe volver a su prisión.

### El Enfrentamiento entre Kanillu y Huenteao
Se dice igualmente que una vez se enfrentó Kanillu y Huenteao, pues Kanillu venía desde un volcán a hacer daño al pueblo. Produciendo el daño mediante una lluvia de pura agua caliente, formando un temporal, con lo cual parecía que iba a arder el mundo porque pasaba una nubazón de fuego que quemaba las siembras; y además había relámpagos, y el relámpago era el Kanillu. Por ello Huenteao se habría enojado y contestado con truenos para salvar a su pueblo. Esta lucha es la representación del bien y el mal, en el Pueblo Huilliche.